# Krzeptówki
Krzeptówki, Krzeptówka – część Zakopanego (dzielnica lub osiedle), położone na wysokości 850-915 m n.p.m., przy szosie prowadzącej do Doliny Kościeliskiej. Leży na północ od wylotu Małego Żlebku i Doliny za Bramką. Dawna wieś.
Nazwa pochodzi od nazwiska góralskiego rodu Krzeptowskich
Najsłynniejszą budowlą jest Sanktuarium Matki Bożej Fatimskiej, wybudowane jako votum za ocalenie życia papieża Jana Pawła II po zamachu z 13 maja 1981 roku (ul. Krzeptówki 14)
Z Krzeptówkami związana jest postać gawędziarza i przewodnika Sabały (Józefa Krzeptowskiego), którego chata znajduje się pod adresem Stare Krzeptówki 17.
Osiedle położone jest wzdłuż ulicy Krzeptówki, stanowiącej część drogi wojewódzkiej 958. Część terenów Krzeptówek na północ od niej należy do Kościeliska.
Oprócz ulic Krzeptówki i Stare Krzeptówki znajdują się tu również ul. Krzeptówki Boczne oraz os. Krzeptówki i os. Krzeptówki-Potok. W bazie TERYT jako części Zakopanego znaleźć można Krzeptówka (0964092), Krzeptówka-Potok (0468542) oraz Krzeptówki-Potok (0964100).